# Stuart Cooper
Stuart W. Cooper (Hoboken (Nueva Jersey), 1 de enero de 1942) es un cineasta, actor y escritor estadounidense.

## Biografía
Cooper fue residente en el Reino Unido en los sesenta y setenta, donde su aparición cinematográfica más destacada fue una de Roscoe Lever en Doce del patíbulo de1967. También intervino en I'll Never Forget What's'isname (1967) como uno de los miembros del equipo de la película de Oliver Reed y Subterfuge (1968) protagonizada por Gene Barry y Joan Collins.
En 1974 dirigió Little Malcolm que participó en el Festival Internacional de Cine de Berlín de 1974, donde ganó el Oso de Plata. Al año siguiente, rodó Overlord que ganó el Gran Premio del Jurado en el Festival de Cine de Berlín de 1975.

## Filmografía
Como director
| Año  | Título en español                                   | Título original                                     |
| ---- | --------------------------------------------------- | --------------------------------------------------- |
| 1970 | A Test of Violence                                  | A Test of Violence                                  |
| 1973 | Kelly Country                                       | Kelly Country                                       |
| 1974 | Little Malcolm and His Struggle Against the Eunuchs | Little Malcolm and His Struggle Against the Eunuchs |
| 1975 | Overlord                                            | Overlord                                            |
| 1977 | La desaparición                                     | The Disappearance                                   |
| 1986 | La saga de los Kingsley (TV)                        | Christmas Eve                                       |
| 1991 | La última jugada (TV)                               | Payoff                                              |
| 1991 | One Special Victory                                 | One Special Victory                                 |
| 1993 | El masajista                                        | Rubdown                                             |
| 1994 | Bailando con la muerte (TV)                         | Dancing with Danger                                 |
| 1994 | Venganza (TV)                                       | Bitter Vengeance                                    |
| 1995 | La sombra del pasado (TV)                           | Out of Annie's Past                                 |
| 1996 | A un paso de la muerte (TV)                         | Dead Ahead                                          |
| 1996 | Pista mortal 2                                      | Bloodhounds II                                      |
| 1997 | El premio (TV)                                      | The Ticket                                          |
| 1998 | Cacería sin tregua (TV)                             | The Hunted                                          |
| 1998 | Chameleon (TV)                                      | Chameleon (TV)                                      |
| 2000 | Die Abzocker - Eine eiskalte Affäre (TV)            | Die Abzocker - Eine eiskalte Affäre (TV)            |
| 2010 | Magic Man                                           | Magic Man                                           |
| 2016 | The Investigation                                   | The Investigation                                   |

| Año  | Título original       |
| ---- | --------------------- |
| 1985 | The Long Hot Summer   |
| 1985 | A.D.                  |
| 1988 | The Fortunate Pilgrim |

Como actor
| Año               | Título en español               | Título original | Papel        |
| ----------------- | ------------------------------- | --------------- | ------------ |
| Doce del patíbulo | The Dirty Dozen                 | 1967            | Roscoe Lever |
| Georgina          | I'll Never Forget What's'isname | 1967            | Lewis Force  |
| Subterfugio       | Subterfuge                      | 1968            | Dubrossman   |

## Premios y distinciones
Festival Internacional de Cine de Berlín
| Año  | Categoría                                      | Película       | Resultado |
| ---- | ---------------------------------------------- | -------------- | --------- |
| 1974 | Oso de Plata                                   | Little Malcolm | Ganador   |
| 1975 | Oso de Plata. Premio extraordinario del jurado | Overlord       | Ganador   |